# Pete Smith (Baseballspieler, 1966)
Peter John „Pete“ Smith (* 27. Februar 1966 in Abington, Massachusetts) ist ein ehemaliger US-amerikanischer Baseballspieler in der Major League Baseball (MLB) auf der Position des Pitchers.

## Werdegang
Smith wurde von den Philadelphia Phillies in der ersten Runde des MLB Draft 1984 gedraftet. Von 1984 bis 1985 spielte Smith in der Minor-League-Teams der Phillies, bevor sie ihn zusammen mit Ozzie Virgil, Jr. für Steve Bedrosian und Milt Thompson zu den Atlanta Braves tauschten. 1986 spielte Smith somit in der Southern League für die Greenville Braves.
Smith gab sein MLB-Debüt am 8. September 1987 im Alter von 21 Jahren gegen die San Diego Padres. In dem Spiel pitchte Smith 8 2⁄3 Innings und ließ nur sechs Hits und zwei Runs zu. Das Spiel gewannen die Braves mit 4 zu 2. 1988 begann Smith 32 Spiele, beendete davon fünf und warf drei Shutouts, bei einer Earned Run Average (ERA) von 3.69. In den Spielzeiten von 1989 bis 1991 konnte Smith nicht an seine Leistungen aus 1988 anknüpfen. So stieg seine ERA von 4.75 im Jahr 1989 auf 5.06 im Jahr 1991 an. 1992 hatte er nochmal ein gutes Jahr und eine ERA von 2.05, sieben gewonnen und keinem verlorenem Spiel, doch die Braves tauschten ihn am 24. November 1993 gegen Dave Gallagher zu den New York Mets.
Auch mit den Mets konnte Smith nicht überzeugen. In der Saison 1994 pitchte er in 21 Spielen, gewann jedoch nur vier und verlor zehn, bei einer ERA von 5.55. Ende der Saison wurde Smith Free Agent und er unterzeichnete einen Vertrag bei den Cincinnati Reds. Für die Reds spielte er jedoch nur eine halbe Saison und wechselte am 27. Juni 1995 zu den Florida Marlins. Den Rest des Jahres 1995 verbrachte er in der Triple-A bei den Charlotte Knights aus der International League.
1997 kam er im Trikot der San Diego Padres in die MLB zurück und pitchte 37 Spiele für das Franchise. 1998 wechselte er in der laufenden Saison zu den Baltimore Orioles und machte für das Team am 24. September 1998 gegen die Boston Red Sox sein letztes Spiel als Profi. In dem Spiel pitchte Smith 1 2⁄3 Innings und ließ zwei Hits und einen Run zu.
Seine Karrierestatistiken belaufen sich auf eine ERA von 4.55, 640 Strikeouts und vier Shutouts in 1025 2⁄3 Innings.